# Số chỉ thị mỗi nhịp
Trong kỹ thuật điện toán số chỉ thị mỗi nhịp hay số chỉ thị trong 1 nhịp, viết tắt là IPC (tiếng Anh: Instructions per cycle) là một cách xác định hiệu suất của bộ vi xử lý, đặc trưng bởi số lượng trung bình các chỉ thị được thực hiện trong mỗi chu kỳ nhịp của đồng hồ (clock) .
Nó bằng nghịch đảo của số chu kỳ dành cho mỗi chỉ thị điện toán (ở cấp mã máy), hay số chu kỳ mỗi chỉ thị, viết tắt là CPI (Cycles per Instruction) . Trong thực tế với vi xử lý các chỉ thị cần đến không dưới 1 chu kỳ nhịp, nên số chỉ thị mỗi nhịp thường nhỏ hơn 1. Tuy nhiên có nhà sản xuất lại mô tả độ dài của "chu kỳ" (Takt time) lớn gầp vài lần chu kỳ nhịp clock, dẫn đến số chỉ thị mỗi nhịp lớn hơn 1.